# 후안 마누엘 인사우랄데
후안 마누엘 인사우랄데(스페인어: Juan Manuel Insaurralde, 1984년 10월 3일 ~, 레시스텐시아)는 아르헨티나의 축구 선수이다. 현재 아르헨티나 프리메라 디비시온의 CA 인데펜디엔테 소속으로, 포지션은 수비수이다.